# الفرقة 30 حرس جمهوري (سوريا)
الفرقة 30 حرس جمهوري هي فرقة النخبة الآلية التابعة للحرس الجمهوري السوري، تأسست عام 2017.

## القادة
- اللواء زياد علي صلاح (يناير 2017 — نوفمبر 2017)
  - نائب القائد: اللواء زيد صالح
- العميد. العميد مالك علياء (نوفمبر 2017—أكتوبر 2022)
  - نائب القائد: اللواء صالح عبدالله (أغسطس 2022—أكتوبر 2022)
- اللواء صالح عبد الله (أكتوبر 2022 - حتى الآن)
  - رئيس الأركان: العميد. الفريق أول يوسف عبد الحميد محمود (أكتوبر 2022 - حتى الآن)

## هيكل القيادة
ووفقاً لخضر خضور، قامت الفرقة 30 بتوحيد الميليشيات المحلية في حلب كمنظمة جامعة مع احتفاظها بهياكلها التشغيلية المستقلة. اعترف جريجوري ووترز بصعوبة تحديد الهيكل الدقيق للفرقة الثلاثين. وبحسب غريغوري ووترز، يبدو أنها تدير ثلاثة أفواج من القوات الخاصة وثلاثة ألوية:
الفرقة 30 (2021)
- عين اللواء الميكانيكي الثامن عشر، الذي كان سابقًا جزءًا من الفرقة الآلية العاشرة، إلى الفرقة 30 بحلول عام 2018
- لواء الكوماندوز 102
- اللواء 106 ميكانيكي
- لواء القوات الخاصة 123 (الكتيبة 629)
- لواء القوات الخاصة 124 (الكتيبة 872)
- فوج القوات الخاصة 93
- فوج القوات الخاصة 147
- فوج المدفعية

## التاريخ القتالي
تأسست الفرقة 30 في كانون الثاني/يناير 2017، بعد استعادة الحكومة السورية لمدينة حلب. أنشأ الحرس الجمهوري الفرقة الجديدة لدمج جميع وحداته في حلب تحت قيادة اسمية واحدة، ولدمج القوات شبه العسكرية في المدينة (التي تعمل بالفعل تحت إشراف الحرس الجمهوري) في منظمة الحرس الجمهوري.
عين نائب قائد الحرس الجمهوري آنذاك والقائد العسكري العام لهجوم حلب عام 2016 ، اللواء زياد علي صلاح، مسؤولاً عن الفرقة 30 حتى تشرين الثاني/نوفمبر 2017 واللواء زيد صالح نائباً له. وفي نوفمبر 2017 تولى العميد مالك علياء القيادة. وفي أكتوبر 2022، عين اللواء صالح عبد الله قائداً للوحدة. حتى عام 2022، أعيد بناء الفرقة 30 لتصبح وحدة عسكرية نظامية.